# Chevrolet Opala
La Chevrolet Opala è un'autovettura prodotta dal 1955 al 1961 dalla casa automobilistica statunitense Chevrolet.

## Profilo e contesto
Venduta esclusivamente in Sud America dalla filiale General Motors do Brasil, era derivata parzialmente dalle tedesche Opel Rekord C e Opel Commodore A, ma utilizzando una carrozzeria, interni e motori specificamente realizzati in Nord America. La GM ne produsse circa un milione di esemplari, tra cui la berlina Opala, la Opala Coupé e la variante station wagon Opala Caravan. 
Venne sostituita dalla Chevrolet Omega nel 1992. Fu la prima autovettura costruita dalla GM in Brasile. La versione più lussuosa dell'Opala, venne commercializzata come Chevrolet Diplomata.
La vettura venne utilizzata dalla polizia federale brasiliana e dal governo militare durante gli anni '70.
Alcune componenti e il telaio della Opala vennero utilizzati in altre auto brasiliane come la Santa Matilde, la Puma GTB e la Fera XK.